# Portugalia na Letnich Igrzyskach Olimpijskich 1920
Portugalię na Letnich Igrzyskach Olimpijskich 1920 reprezentowało 13 zawodników (sami mężczyźni). Był to drugi start reprezentacji Portugalii na letnich igrzyskach olimpijskich.

## Skład reprezentacji

### Szermierka
Mężczyźni
- António de Menezes – szpada indywidualnie – 6. miejsce,
- Jorge de Paiva – szpada indywidualnie – 12. miejsce,
- Fernando Correia – szpada indywidualnie – odpadł w półfinale,
- João Sassetti – szpada indywidualnie – odpadł w półfinale,
- Henrique da Silveira – szpada indywidualnie – odpadł w ćwierćfinale,
- Rui Mayer – szpada indywidualnie – odpadł w ćwierćfinale,
- Frederico Paredes – szpada indywidualnie – odpadł w eliminacjach,
- Manuel Queiróz – szpada indywidualnie – odpadł w eliminacjach
- António de Menezes, Jorge de Paiva, Rui Mayer, João Sassetti, Henrique da Silveira, Frederico Paredes, Manuel Queiróz – szpada drużynowo – 4. miejsce,

### Strzelectwo
Mężczyźni
- Hermínio Rebelo, António dos Santos, António Ferreira, António Martins, Dario Canas

pistolet wojskowy drużynowo – 8. miejsce,
karabin wojskowy leżąc 300 m drużynowo – 15. miejsce,
karabin wojskowy leżąc 600 m drużynowo – 14. miejsce,
karabin wojskowy stojąc 300 m drużynowo – 11. miejsce,
karabin wojskowy leżąc 300 m i 600 m drużynowo – 11. miejsce,